# 26007 Lindazhou
26007 Lindazhou è un asteroide della fascia principale. Scoperto nel 2001, presenta un'orbita caratterizzata da un semiasse maggiore pari a 2,5221380 UA e da un'eccentricità di 0,1486038, inclinata di 5,49102° rispetto all'eclittica.